# Pepel (Volk)
Die Pepel (andere Schreibweise Papel, plural portugiesisch Pepeis, Papeis) sind eine afrikanische Volksgruppe, deren Mitglieder fast ausschließlich im Westen des westafrikanischen Staates Guinea-Bissau in der Region Biombo (unmittelbar nordwestlich der Hauptstadt) ansässig sind. Sie umfasst etwa 140.000 Angehörige, von denen ca. 4000 in anderen Ländern, vor allem im Senegal, leben.
Der wohl bekannteste Vertreter dieser Volksgruppe ist der ehemalige Guinea-Bissauische Präsident João Bernardo Vieira.
Zur Zeit des Kolonialismus in Portugiesisch-Guinea war die reale Macht der Portugiesen über die Pepel relativ gering, bis 1915 mussten sogar die Portugiesen einigen Pepelgruppen Tribut zahlen, um ihren Aktivitäten in der Region Bissau nachgehen zu können.

## Sprache und Kultur
Die Pepel haben eine gleichnamige Sprache, die zu den Bak-Sprachen der Atlantik-Kongo-Sprachfamilie gehört.
Die eindeutige kulturelle und historische (d. h. ethnogenetische) Abgrenzung der Pepel zu anderen Volksgruppen ist umstritten; besonders zur Kultur und Sprache der Mandjaco gibt es mehr Gemeinsamkeiten als Unterschiede. Einige Autoren glauben sogar, dass der historische Ursprung der Definition bestimmter Ethnien als solcher weniger im Bestreben der Einheimischen lag, sich untereinander abzugrenzen, als vielmehr in dem Wunsch der europäischen Kolonialisten nach Klassifikation – wohl auch zum Zweck einer leichteren Administration der Kolonisierten; d. h., die ethnografischen Schemata wurden durch Europäer definiert, auch wenn kulturelle Unterschiede real existiert haben und auch weiterhin bestehen.

## Lebensweise
Ihre Wirtschaftsweise ist diversifiziert, neben Ackerbau (vor allem Reis) betreiben sie Viehzucht (Rinder, Schweine, Ziegen) sowie Fischfang. Sie sind auch als geschickte Weber von Tüchern bekannt, die ihnen auch als Kleidung dienen.
Ihre politische und soziale Organisationsform ist hierarchisch geprägt. Man lebt in Großfamilien, bestehend aus mehreren, oft polygynen Einzelfamilien, deren Wohnsitz auf Kriol „Moransa“ genannt wird und denen ein Oberhaupt vorsteht. Die Moransas wiederum unterstehen lokalen Chiefs, die in der Kriol-Sprache „Regulos“ genannt werden (lateinisch „kleiner König“). Nach der Heirat zieht die Ehefrau typischerweise in die Moransa des Ehemannes, die meistens auch die seines Vaters ist, d. h., sie sind patrilokal.

## Religion
Die Pepel sind mehrheitlich Christen, gleichzeitig stehen sie aber auch traditionell religiösen Vorstellungen sehr nahe. Außerdem spielen ihre Vorfahren (Ahnen) eine für sie sehr wichtige Rolle, wie bei den meisten sub-sahaurischen Völkern Afrikas. So ist z. B. die After-Burial-Zeremonie „Toka Chur“, die einige Monate bis mehrere Jahre nach der eigentlichen Bestattungsfeier eines gesellschaftlich angesehenen Verstorbenen in dessen Moransa gefeiert wird, eines der wichtigsten familiären und gesellschaftlichen Ereignisse.